# Ursula Grabley
Ursula Grabley, née le 8 décembre 1908 à Woltersdorf et morte le 6 avril 1977 à Brilon est une actrice de cinéma et de théâtre allemande qui s'est fait connaître pour plus de soixante productions cinématographiques et télévisuelles.

## Biographie
La fille du médecin Paul Ludwig Grabley et de son épouse Johanna Elisabeth Grabley Rohrbeck reçoit des cours privés et étudie dans des internats pour filles à Weimar et Wolfenbüttel. À Hambourg, elle reçoit des cours de danse moderne à l'école de Rudolf von Laban et acquis sa première expérience sur scène au Kammerspiele . 
À partir de 1927, elle travaille au Volksbühne Berlin, où elle célèbre son premier succès en tant que soubrette dans la comédie Jill et Jim . Cela est suivi par de nouvelles apparitions sur des scènes berlinoises telles que l'Opéra-Comique, le Deutsches Theater et le Theater unter den Linden. 
Ursula Grabley, avec sa coupe au carré  et son comportement bourgeois assuré correspond aux idées d'une « fille d'aujourd'hui », reçoit également de nombreuses offres de films. Dans des rôles principaux ou des rôles de soutien importants, principalement dans le genre de la comédie cinématographique, elle incarne la jeune femme intelligente d'à côté. Après une controverse avec le ministre de la Propagande Joseph Goebbels, elle ne reçoit que quelques rôles au cinéma à partir de 1939 et doit se limiter au travail de théâtre. 
Après la guerre, Ursula Grabley vit à Hambourg, où elle co-fonde le cabaret Rendezvous. Elle  donne des représentations au Kammerspiele, avec Willy Maertens au Théâtre Thalia et au Junges Theater. Dans les films des années 1950, elle incarne des mères résolues. Elle est plus tard connue de la série télévisée Stahlnetz, Der Kommissar, Le Renard et Inspecteur Derrick, entre autres. Elle est mariée à Viktor de Kowa de 1926 à 1941. Ursula Grabley meurt lors d'une tournée de théâtre après un accident vasculaire cérébral[réf. souhaitée]. 
Sa tombe se trouve au cimetière forestier de Bad Saarow-Pieskow.

## Doublage
En tant que comédienne, Ursula Grabley a prêté sa voix à des collègues acteurs de renommée internationale tels que Lucille Ball (Der besiegte Geizhals) et Paulette Goddard (Eine Lady mit Vergangenheit)[réf. souhaitée].

## Filmographie
- 1929 : Danseuse de corde
- 1931 : ...und das ist die Hauptsache?
- 1931 : Das Konzert
- 1931 : Der Storch streikt
- 1932 : Einmal möcht' ich keine Sorgen haben
- 1932 : Ja, treu ist die Soldatenliebe
- 1932 : Der schwarze Husar
- 1932 : Im Bann des Eulenspiegels
- 1932 : Kampf um Blond
- 1933 : Der Läufer von Marathon
- 1933 : Ist mein Mann nicht fabelhaft?
- 1933 : Das Tankmädel
- 1933 : Skandal in Budapest
- 1933 : Les voix du printemps
- 1934 : Zu Straßburg auf der Schanz
- 1934 : Der Schrecken vom Heidekrug
- 1935 : Der blaue Diamant
- 1935 : Lärm um Weidemann
- 1935 : Mach’ mich glücklich
- 1936 : Der Dschungel ruft
- 1936 : Heißes Blut
- 1936 : Ein Mädel vom Ballett
- 1936 : IA in Oberbayern
- 1936 : La chevauchée de la liberté
- 1937 : Die Kronzeugin
- 1937 : Peter im Schnee
- 1938 : Un soir d'escale
- 1938 : Chasse à l'homme
- 1939 : Der arme Millionär
- 1939 : Hurra! Ich bin Papa!
- 1939 : Zwielicht
- 1944 : Solistin Anna Alt
- 1945 : Sous les ponts
- 1945 : Das Leben geht weiter
- 1950 : Dreizehn unter einem Hut
- 1950 : Export in Blond
- 1952 : Le Rêve multicolore
- 1953 : Man nennt es Liebe
- 1954 : Sanatorium total verrückt
- 1954 : Geständnis unter vier Augen
- 1955 : Vatertag
- 1955 : Mamitschka
- 1956 : Ohne Dich wird es Nacht
- 1956 : Zu Befehl, Frau Feldwebel
- 1959 : Nuit d'avant-première
- 1959:  Stahlnetz : Aktenzeichen: Welcker u. a. wegen Mordes (de) (série télévisée)
- 1960 : Himmel, Amor und Zwirn
- 1962 : Onkel Harry (téléfilm)
- 1962-1963 : Sie schreiben mit (série télévisée)
- 1969-1972 : Der Kommissar (série télévisée)
- 1970 : Das gelbe Haus am Pinnasberg
- 1975 : Tatort (série télévisée)
- 1977 : Inspecteur Derrick (série télévisée)
- 1977 : Le Renard (série télévisée)